# Kanton Isidro Ayora
Der Kanton Isidro Ayora befindet sich in der Provinz Guayas im zentralen Westen von Ecuador. Er besitzt eine Fläche von 487,3 km². Im Jahr 2020 lag die Einwohnerzahl schätzungsweise bei 14.580. Verwaltungssitz des Kantons ist die Kleinstadt Isidro Ayora mit 5967 Einwohnern (Stand 2010).

## Lage
Der Kanton Isidro Ayora liegt im westlichen Tiefland der Provinz Guayas. Der Hauptort Isidro Ayora befindet sich 45 km nordwestlich der Provinzhauptstadt Guayaquil. Im Südwesten reicht der Kanton bis zum Höhenkamm Cordillera Chongón Colonche. Das Areal wird über den Río Bajagual nach Osten zum Río Daule entwässert. Die Fernstraße E482 (Nobol–Jipijapa) führt durch den Kanton und am Hauptort Isidro Ayora vorbei.
Der Kanton Isidro Ayora grenzt im Osten an die Kantone Lomas de Sargentillo und Nobol, im Süden an den Kanton Guayaquil, im äußersten Südwesten an den Kanton Santa Elena der Provinz Santa Elena, im Westen an den Kanton Pedro Carbo sowie im Norden an den Kanton Santa Lucía.

## Verwaltungsgliederung
Der Kanton Isidro Ayora wird von der gleichnamigen Parroquia urbana („städtisches Kirchspiel“) gebildet.

## Geschichte
Die kirchliche Pfarrei San Juan de Soledad wurde am 13. Januar 1832 eingerichtet. Die zivilrechtliche Parroquia San Juan de Soledad (das heutige Isidro Ayora) wurde am 22. November 1841 im Kanton Daule gegründet. Der Kanton Isidro Ayora wurde am 2. August 1996 geschaffen. Zuvor gehörte das Gebiet zum Kanton Lomas de Sargentillo. Namensgeber des Kantons und dessen Hauptortes war Isidro Ayora Cueva, 1929–1931 Präsident von Ecuador.